# Susana Harp
Susana Harp Iturribarria, mieux connue sous le nom de Susana Harp, née  le 8 avril 1968 à Oaxaca de Juárez, est une chanteuse mexicaine.

## Repertoire
Suzanna Harp a un répertoire tourné vers ses racines qu'elles défend avec bonheur.
Les disques Mi Tierra I et II en sont l'expression, ou même son 1er disque : Xquenda (l’Âme en zapoteque).
Son répertoire comprend nombre de reprises de traditionnels mexicains, mais aussi des musiques et des textes d'auteurs, poètes etc mexicains récents.
Elle défend les langues indigènes et les rythmes traditionnels qu'elle chante régulièrement : Son Bigu (tortuga) en zapotèque son istmeño, El Feo en zapotèque aussi, mais aussi des chants en Mixtèque.
Ses orchestrations sont variées : celles des trio traditionnels du son Istemeno, mais aussi des orchestrations pour orchestres de cuivres (Mi Tierra I).

## Discographie
- 1997 : Xquenda
- 2000 : Béele Crúu
- 2002 : Mi Tierra
- 2003 : Arriba del Cielo
- 2005 : Ahora
- 2008 : Fandangos de Ébano
- 2009 : De Jolgorios y Velorios
- 2010 : Mi Tierra, Vol II